# Asclepias vicaria
Asclepias vicaria är en oleanderväxtart som beskrevs av Nicholas Edward Brown. Asclepias vicaria ingår i släktet sidenörter, och familjen oleanderväxter. Inga underarter finns listade i Catalogue of Life.